# Cloudy with a Chance of Meatballs (série de TV)
Cloudy with a Chance of Meatballs (prt: Chovem Almôndegas; bra: Tá Chovendo Hambúrguer) é uma série de animação canandense-americana produzida pela DHX Mídia e Sony Pictures Animation, em associação com a Corus Entertainment. A série foi baseado na série de filmes de mesmo nome (e por sua vez no livro de mesmo nome, do escritor Judi Barrett), a série vai ser tradicionalmente animados usando Toon Boom Harmony. Encomendado pelo YTV no Canadá, a série vai ao ar no Cartoon Network nos Estados Unidos, e no canal Boomerang em outros territórios. A série vai estrear em 6 de março de 2017, no Cartoon Network, com um sneak peek em 20 de fevereiro de 2017.
Nos países portugueses, foi lançada em Angola e Moçambique no dia 1 de agosto de 2017 no Boomerang, com dobragem portuguesa. Em Portugal, estreou no dia 8 de janeiro de 2018, pelo Cartoon Network e no dia 20 de fevereiro de 2018 na RTP2.

## Enredo
A série é uma prequela, com os anos de colégio de Flint Lockwood, o excêntrico jovem cientista do cinema. Em suas aventuras, ele será acompanhado por Sam Sparks, a garota repórter nova na cidade e a escola "wannabe" junto com o pai de Flint Tim, O macaco Steve, Manny como o chefe da escola de audiovisual do clube, Earl o professor ginasta da escola, Brent o desgaste do bebê modelo, e o Prefeito Shelbourne, que ganha cada eleição em que o pro-sardinha plataforma.

## Elenco
- Mark Edwards como Flint Lockwood & Steve[2]
- Katie Griffin como Sam Sparks é uma repórter da cidade de Boca da Maré e amiga do Flint
- David Berni como o Bebê Brent o modelo de bebê da escola
- Seán Cullen como Tim Lockwood pai do Flint, o Prefeito Shelbourne o diretor da escola e pai do Gil & Velho Rick o velho homem cidadão de Boca da Maré.
- Patrick McKenna como Gil: o filho do prefeito e rival do Flint e Sam & Manny o chefe audivisional da escola
- Clé Bennett como o Earl Devereaux um policial e não gosta do Flint dos problemas e faz o seu filho chorar

## Elenco português

### Brasil
- Rodrigo Andreatto como Flint Lockwood
- Jussara Marques  como Sam Sparks
- Mauro Ramos como Tim Lockwood
- Ricardo Sawaya como o Prefeito Shelbourne
- Yuri Chesman como Gil, o filho do Prefeito
- Fábio Azevedo como Brent
- Diego Lima como Steve
- Direção de Dublagem: Adriana Pissardini/Diego Lima
- Estúdio: IDF (Grupo Macias)

### Portugal
- Tiago Matias como Flint Lockwood
- Ana Vieira como Sam Sparks
- José Nobre como Tim Lockwood
- Ricardo Monteiro como Presidente Shelbourne
- Pedro Bargado como Earl
- Tiago Caetano como Brent
- Direção de Dobragem: Rui Quintas
- Tradução: Edite Raposo
- Estúdio: PTSDI Media

## Temporadas
| Temporada | Episódios | Primeira transmissão (EUA) | Primeira transmissão (Brasil) | Primeira transmissão (Angola e Moçambique) | Primeira transmissão (Portugal) | Última transmissão (EUA) | Última Transmissão (Brasil) | Última transmissão (Angola e Moçambique) | Última transmissão (Portugal) |
| --------- | --------- | -------------------------- | ----------------------------- | ------------------------------------------ | ------------------------------- | ------------------------ | --------------------------- | ---------------------------------------- | ----------------------------- |
| 1         | 26        | 20 de fevereiro de 2017    | 25 de maio de 2017            | 1 de agosto de 2017                        | 8 de janeiro de 2018            | por anunciar             | por anunciar                | por anunciar                             | por anunciar                  |

## Transmissão televisiva
| País           | Canal                  | Primeira transmissão                     | Última transmissão |
| -------------- | ---------------------- | ---------------------------------------- | ------------------ |
| Canadá         | YTV                    | 2017                                     | por anunciar       |
| Estados Unidos | Cartoon Network        | 20 de fevereiro de 2017                  | por anunciar       |
| Brasil         | Cartoon Network SBT    | 25 de maio de 2017 e 16 de julho de 2018 | por anunciar       |
| Alemanha'      | Cartoon Network        | 10 de junho de 2017                      | por anunciar       |
| Disney Channel | 11 de novembro de 2017 |                                          | por anunciar       |
| Angola         | Boomerang              | 1 de agosto de 2017                      | por anunciar       |
| Moçambique     | Boomerang              | 1 de agosto de 2017                      | por anunciar       |
| Turquia        | Cartoon Network        | 7 de agosto de 2017                      | por anunciar       |
| Reino Unido    | Cartoon Network        | 28 de agosto de 2017                     | por anunciar       |
| Austrália      | Cartoon Network        | 2 de setembro de 2017                    | por anunciar       |
| França         | Boing                  | 4 de setembro de 2017                    | por anunciar       |
| França         | France 3               | 26 de fevereiro de 2017                  | por anunciar       |
| Rússia         | Cartoon Network        | 18 de setembro de 2017                   | por anunciar       |
| Hungria        | Cartoon Network        | 19 de setembro de 2017                   | por anunciar       |
| Hungria        | Boomerang              | 4 de outubro de 2017                     | por anunciar       |
| Roménia        | Cartoon Network        | 19 de setembro de 2017                   | por anunciar       |
| Roménia        | Boomerang              | 19 de setembro de 2017                   | por anunciar       |
| Polónia        | Cartoon Network        | 2017                                     | por anunciar       |
| Polónia        | Boomerang              | 2017                                     | por anunciar       |
| Itália         | Cartoon Network        | 23 de setembro de 2017                   | por anunciar       |
| Portugal       | Cartoon Network        | 8 de janeiro de 2018                     | por anunciar       |
| Portugal       | RTP2                   | 20 de fevereiro de 2018                  | por anunciar       |